# Neptis carticoides
Neptis carticoides är en fjärilsart som beskrevs av Moore 1881. Neptis carticoides ingår i släktet Neptis och familjen praktfjärilar. Inga underarter finns listade i Catalogue of Life.